# Абдулах ибн Абдул ел Муталиб
Абдулах ибн Абд Ел-Муталиб или Абд Алах ибн Абд ел-Муталиб (арап. عبد الله بن عبد المطلب; р. 545 — у. 570. или 571) је био отац Исламског посланика Мухамеда. Био је син Абд ел-Муталиба (Познатог и као Абдул Муталиб). Као младић се оженио са Амином, која му је родила сина Мухамеда. Два месеца пре Мухамедовог рођења је Абдулах умро на путу између Медине и Меке.

## Живот
Абдулах је највероватније рођен око 545. или 550. године као један од деветорице синова Абдула Муталиба. Када је његов отац још био младић, он се молио Богу да му подари више од пет синова, и ако тако буде, онда ће он, у знак захвалности да жртвује једног од њих. Време је пролазило, и Абдул Муталиб је изродио девет синова. Сећајући се обећања које је дао Богу, Абдул Муталиб је морао да жртвује једног од њих деветорице. Једног дана, свима њима је дао стрелу на којој је писало свачије име, и коју стрелу он буде извукао, тај ће син бити жртвован. Изабрао је Абдулаха, кога су људи сматрали као поштеног и доброг човека. Једне ноћи, док је Абдул Муталиб спавао, анђео му је дошао у сан и рекао му да поштеди синовљев живот, те да не мора никог да жртвује, тиме је Абдулахов живот био спашен.

## Брак
Абдулах је највероватније око 569. године ожењен са Амином. Наредне године, Абдулах је морао да оде на пут, оставивиши жену Амину и нерођеног сина. Међутим, на путу до тамо, Абдулах се разболео и преминуо, неколико месеци пред рођење његовог сина Мухамеда. Не зна се тачно место где је сахрањен, али претпоставња се да му се гроб налази на Арапском полустрву.

## Значење имена
Реч "Абдулах" долази од "Абд Алах", што би се превело као "Божији слуга" (слуга Алахов).

## Занимљивости
Хришћани који су у време турске власти на Балкану прелазили на ислам су имали чест обичај да свог оца при пописима и др. потребама, воде под именом Абдулах, иако им се отац није тако звао, него је имао хришћанско име. Разлог томе је била идентификација са пророком Мухамедом чији је отац исто био немуслиман (многобожац, паганин). Ипак, нису сви практиковали тај обичај, па су остали записи: Хусеин Стојанов, Мустафа Радојков, Мехмед Радивојев... 1570. г. пописани су конвертити у првом појасу као: Первана, син Милоша, Илијас, син Бојића, Хурем син Вуканов, Скендер, син Влатка, док је многима уз њихово име писало да су синови Абдулаха (божији робови, заправо нови муслимани). Попиз из 1585. г. показује 14 муслимана чијим очевима је било име Абдулах, а 8 муслимана су били синови Срба хришћана. Било је и оних који нису крили име оца па су пописани као Шаин, син Николе, Хасан Јованов, Мурат Милошев, Хамза, син Ђурин, Хасан, син Милоша...